# Chuluuny Khulan
Aquest és un nom mongol. El nom és «Khulan», i «Chuluuny» és un patronímic, no un cognom.

Khulan Chuluun (Kharkhorin, 30 de maig de 1985) és una actriu mongola i ajudant de direcció que va obtenir per primera vegada fama internacional interpretant el personatge Börte, l'esposa de Gengis Khan, a la pel·lícula russa Mongol, nominada a l'Oscar el 2007.

## Carrera
El 2006, Khulan era una estudiant que volia unir-se a l'exèrcit del país i inscriure's en una escola militar quan va ser descoberta per Guka Omarova, agent de càsting per a la pel·lícula Mongol, mentre es trobava a l'ambaixada xinesa a Ulan Bator. Bodrov i Omarova volien que una dona mongola interpretés a l'esposa de Genghis Khan, però amb dues setmanes abans de rodar no estaven segurs de les seves eleccions. Després de reunir-se amb ella, Bodrov va decidir arriscar-se per l'actriu no professional i li va donar el paper de Börte.
Khulan va ser assistent de direcció a la pel·lícula de gàngsters kazakh Lave (kazakh: Лавэ) (2009) i a les pel·lícules kazakhs L'home vell (kazakh: Шал) (2012), i Mech Pobedy (Меч Победы). Va actuar com a reina dels Oirats a la producció televisiva kazakh El Kanat de Kazakh (2017).

## Vida personal
Khulan va conèixer a Naryn Igilik, ajudant de Bodrov, durant el rodatge de la pel·lícula Mongol. Més tard, la parella es va casar com a part de les celebracions de la nit d'estrena de la pel·lícula a Kazakhstan. Ella i el seu marit resideixenactualment a Kazakhstan, a prop d'Almati.